# Allen G. Debus
Pour les articles homonymes, voir Debus.
Allen George Debus est un historien des sciences américain connu principalement pour ses travaux sur l'histoire de la chimie et de l'alchimie, né le 16 août 1926 à Chicago et décédé le 6 mars 2009 à Deerfield. En 1991, il a été honoré à l'université de Chicago par une conférence universitaire tenue à son nom. Paul H. Theerman et Karen Hunger Parshall ont révisé les actes et Debus a présenté son autobiographie dont cet article est un condensé. 

## Enfance
Allen Debus a fréquenté le système scolaire public d'Evanston, où il a montré un intérêt précoce pour l'histoire. Une grand-tante lui a légué son époque musicale sous la forme d’un Victrola de 1908 et d’une collection de disques jusqu’en 1923. En raison de son contenu d'actualité et de ses chansons en dialecte, il a écrit qu'« étudier cette musique m'a permis très tôt de replacer les événements passés dans leur contexte historique ». Dans l’approche contextuelle de l’histoire, il convient de comparer les évolutions à travers les domaines. C’est une caractéristique de l’école d’Alexandre Koyré, I. Bernard Cohen et Walter Pagel, les deux derniers étant enseignants de Debus. 

## Formation

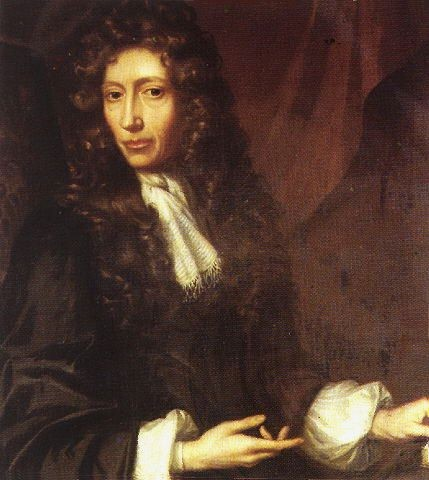
Robert Boyle (1627-1691).

Debus a étudié le génie chimique et l'histoire, puis a obtenu une majeure en chimie à l'été 1947 à l'université Northwestern. Il a poursuivi ses études de maîtrise à l'université de l'Indiana à Bloomington où il avait suivi John J. Murray. En juin 1949, il présente son mémoire de maîtrise sur Robert Boyle et la chimie en Angleterre de 1660 à 1700 sous la direction de John J. Murray. Par la suite, il a obtenu une maîtrise en chimie dans le même établissement. Il est allé travailler chez Abbott Laboratories, une entreprise pour laquelle il a déposé cinq brevets. Il a écrit que la lenteur des réactions de certains de ses travaux fournissait du temps de lecture pour des recherches plus approfondies en histoire de la littérature scientifique et chimique. À l'automne 1956, il entame son doctorat à l'université Harvard sous la supervision de I. Bernard Cohen. Son travail d'assistant d'enseignement était supervisé par Leonard K. Nash. Lors d'un séminaire avec Wilbur Kitchener Jordan, il a présenté un article sur les adeptes anglais de Paracelse, lauréat du prix Bowdoin (en) en sciences naturelles, lors de la première de ses deux années passées à Harvard. En septembre 1959, il se rend à Londres, en Angleterre, pour approfondir le sujet. Il y rencontre régulièrement Walter Pagel et suit des cours donnés par Douglas McKie au University College de Londres. De retour à Harvard, il remplit les conditions pour obtenir un doctorat de Harvard en histoire de la science.

## Carrière
En 1961, Debus occupe un poste à l’université de Chicago sous la direction de William H. McNeill au Département d’histoire. Il occupe un tiers de son temps comme professeur adjoint d’histoire des sciences et deux tiers des cours de premier cycle en sciences physiques. En 1965, il est élevé au rang de professeur agrégé grâce à son livre The English Paracelsians. Pour l'année scolaire 1966-1967, il part à l'étranger pour fréquenter le Churchill College, à Cambridge. De retour à l'université de Chicago, Debus décrit les tentatives du département de philosophie de s'immiscer dans le programme d'histoire des sciences du département d'histoire. 
Debus joue un rôle déterminant dans le développement du Morris Fishbein Centre : il en a été le premier directeur pendant deux mandats de trois ans. En 1978, il a été élu à la chaire universitaire de l'université de Chicago, créée en l'honneur de Morris Fishbein. Allen G. Debus a mis au point une séquence de trois trimestres d'histoire de la science allant de la science ancienne au début du XXe siècle. Il a également dirigé des séminaires sur la science et la médecine de la Renaissance. Il travaille sur la philosophie chimique de la Renaissance à l'Institute for Advanced Study de Princeton.
En 1966/67 il est chercheur invité à l'université de Cambridge (Churchill College, où il est Fellow) en tant que bénéficiaire d'une bourse Guggenheim et en 1972/73 il travaille à l'Institute for Advanced Study. Il est également chercheur invité à l'Arizona State University et à l'université de São Paulo.

## Travaux

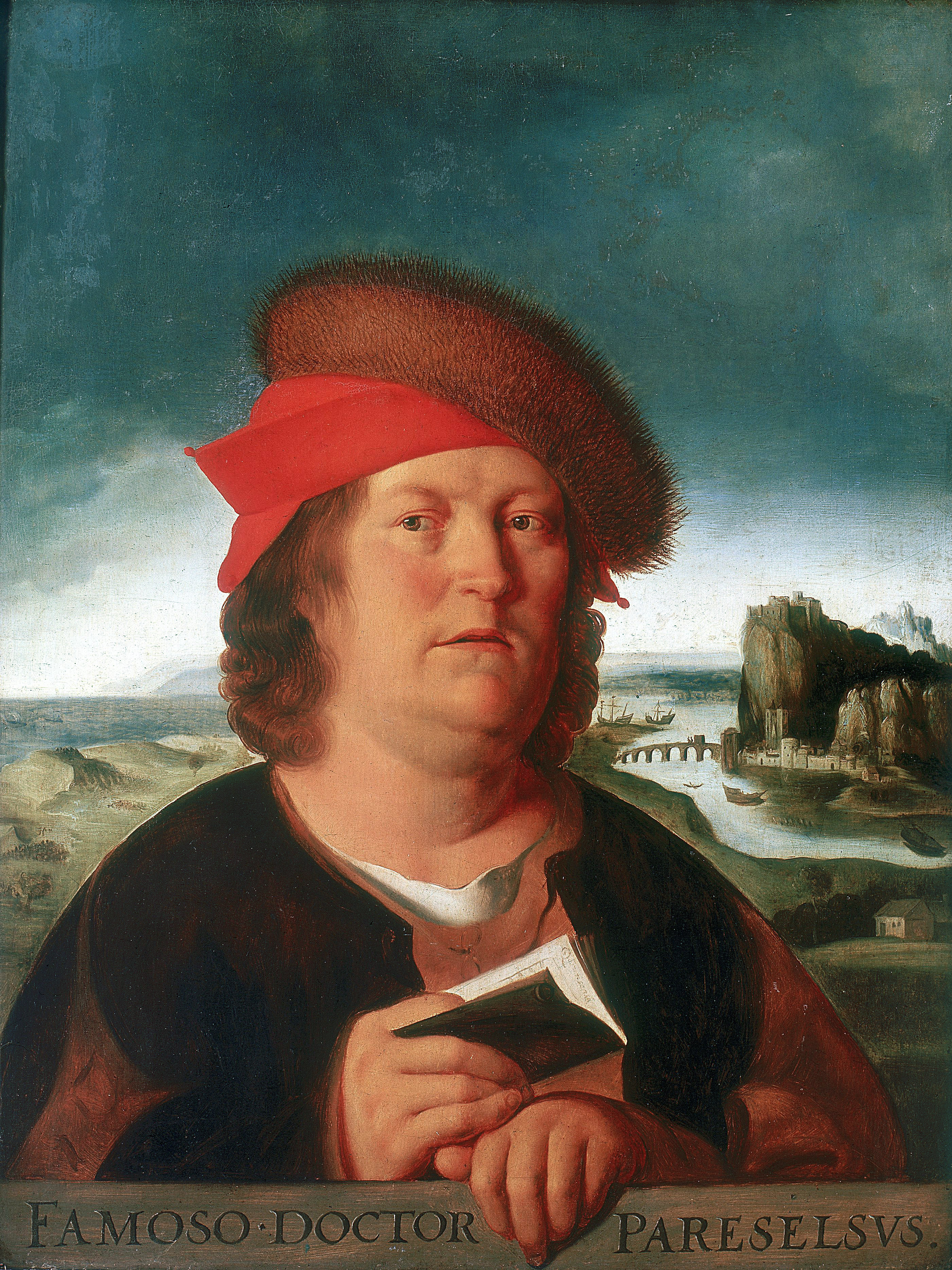
Portrait présumé du médecin Paracelse (1493-1541), copie anonyme du XVIIe siècle d'un portrait présumé de Paracelse, d'après un original perdu de Quentin Metsys, huile sur bois, musée du Louvre, Paris.

Une grande partie des travaux d'Allen G. Debus porte sur les adeptes de Paracelse (1493-1541) et de la médecine chimique : Joseph du Chesne, Théodore de Mayerne. Ces médecins de la Cour forment un puissant groupe médical, car la Faculté de Paris est alors dans une phase de déclin, ne comptant guère plus de 40 médecins (contre près d'une centaine au cours du XVIIe siècle). Allen G. Debus y voit les bases d'un conflit de pouvoir entre les deux groupes, tout autant qu'un conflit de doctrine (chimistes contre galénistes). Le conflit entre médecins chimistes de la Cour et médecins galénistes de la Faculté ne prendra fin qu'en 1666, lorsque la Faculté de Paris approuvera elle-même, par 92 voix contre 10, l'utilisation de médicaments chimiques. Il s'est aussi intéressé à Jean-Baptiste Van Helmont, Ole Borch, Robert Fludd.

## Prix et distinctions
Il a reçu la médaille George Sarton en 1994 et le prix Pfizer en 1978, pour son livre The Chemical Philosophy: Paracelsian Science and Medicine in the Sixteenth and Seventeenth Centuries (New York: Science History Publications, 1977),,, tous deux décernés par l’History of Science Society. Il a également reçu le prix Dexter (en) en 1987 de l'American Chemical Society et le prix Edward-Kremers de l'American Institute of History of Pharmacy. En 1984, il a reçu un doctorat honorifique de l'université catholique de Louvain. 
Il est membre de l'Association américaine pour l'avancement des sciences.

## Famille
Allen G. Debus a noté que sa carrière universitaire était une innovation dans sa lignée familiale. Son père a formé la société Modern Boxes, où Allen a été vendeur pendant un certain temps en 1950. Allen a rencontré Brunilda Lopez Rodriguez de Porto Rico à l’université d’Indiana. Ils se sont mariés en 1951 et ont étudié le latin, le français et l’allemand, se préparant ainsi à la campagne de doctorat de Debus. Ils ont eu trois enfants: Allen (1954), Richard (1957-2007) et Karl (1961). 

## Publications
- Mirko D. Grmek (dir.) et Allen G. Debus (trad. de l'italien), Histoire de la pensée médicale en Occident, vol. 2 : De la Renaissance aux Lumières, Paris, Seuil, 1997, 376 p. (ISBN 978-2-02-115707-9), chap. 2 (« La médecine chimique »)
- (en) Allen G. Debus, The chemical philosophy : Paracelsian science and medicine in the sixteenth and seventeenth centuries, New York, Science History Publications, 1977.
- (en) Allen G. Debus, The Chemical Philosophy. Paracelsian Science and Medicine in the Sixteenth and Seventeeth Centuries, New York, Science History Publications, 1977, t. II.
- (en) Allen G. Debus, The French Paracelsians, The Chemical Challenge to Medical and Scientific Tradition in Early Modern France, Cambridge/New York/Port Chester etc., Cambridge University Press, 1991, 247 p. (ISBN 0-521-40049-X).
- The English Paracelsians (Oldbourne Press)   : Bibliothèque d'histoire des sciences, 1965)
- Allen G. Debus (dir.) (1968). World Who’s Who in Science. A Biographical Dictionary of Notable Scientists from Antiquity to the Present. Marquis-Who’s Who (Chicago) : xvi + 1855 p.
- The chemical dream of the Renaissance (Heffer, 1968   : réimprimé Bobbs-Merrill, 1968)
- Science  and education in the seventeenth century: The Webster - Ward debate (Macdonald, bibliothèque d'histoire des sciences, sources primaires, 1970)
- Rédacteur en chef, Medicine in Seventeenth Century England (Presses de l'Université de Californie, 1974)
- The chemical philosophy: Paracelsian science and medicine in the sixteenth and seventeenth centuries (1977, 2e éd., 2002, réimpression Dover, 2013 )
- Man and nature in the Renaissance (Cambridge, 1978)
- Chemistry, Alchemy and the New Philosophy, 1550-1770: Studies in the History of Science and Medicine (Variorum Reprints (en), 1987)
- Co-éditeur avec Ingrid Merkel, Hermeticism and the Renaissance: Intellectual History and the Occult in Early Modern Europe (Folger Books, 1988).
- Co-auteur avec Brian A. L. Rust (en), The Complete Entertainment Discography: From 1897-1942 (Roots of Jazz) (Arlington House, 1982; 2e éd., Da Capo, 1989).
- Co-éditeur avec Michael Thomson Walton, Reading the Book of Nature: The Other Side of the Scientific Revolution (Sixteenth Century Essays and Studies) (Thomas Jefferson University Press, 1998).
- Chemistry and Medical Debate: van Helmont to Boerhaave (Science History Publications, 2001) [11]
- (éd) Alchemy and Early Modern Chemistry: Papers from Ambix (Jeremy Mills, 2004)
- The Chemical Promise: Experiment And Mysticism in the Chemical Philosophy, 1550-1800 : Selected Essays of Allen G. Debus (2006)

Debus a réimprimé les textes des XVIe et XVIIe siècles d'Elias Ashmole, John Dee et Robert Fludd. Il a programmé et préparé des notes pour les CD publiés par Archeophone Records (en). 